# 艾勒特·伯姆
艾勒特·伯姆（挪威語：Eilert Bøhm，1900年7月17日—1982年2月1日），挪威男子竞技体操运动员。他曾代表挪威获得1920年夏季奥运会体操比赛男子团体自由式银牌。他于1982年在莫斯去世。